# Stadio Diego Armando Maradona (Napoli)
Lo stadio Diego Armando Maradona è un impianto sportivo polivalente italiano di Napoli. Di proprietà comunale, sorge a Fuorigrotta, quartiere della X Municipalità. Dotato di palestre polifunzionali, spazi per le arti marziali e di un campo da pallacanestro, ospita fin dall'inaugurazione gli incontri calcistici interni del Napoli.
Denominato in origine stadio del Sole alla sua costruzione nel 1959, fu ribattezzato stadio San Paolo nel 1963; quindi nel 2020 venne intitolato alla memoria dell'ex capitano del Napoli, Diego Armando Maradona.
Costruito negli anni cinquanta del XX secolo in stile brutalista, su progetto dell'architetto Carlo Cocchia, all'epoca della realizzazione risultava uno degli stadi più apprezzati del panorama internazionale oltreché il più capiente d'Italia con i suoi 85 012 posti.
In seguito alla ristrutturazione per il campionato del mondo 1990 la capienza passò a 72810 posti a sedere. L'inagibilità del terzo anello a partire dalla stagione 2005-06 ha determinato una riduzione a 60240 spettatori. Nel biennio 2018-19, in previsione della XXX Universiade, l'impianto è stato sottoposto a un restyling che ne ha ridotto ulteriormente la capienza, attestandola a 54732 spettatori.
Incluso tra le sedi del torneo olimpico di calcio di Roma 1960, di due europei di calcio (Italia 1968 e Italia 1980) e di un mondiale di calcio (Italia 1990), ha ospitato inoltre un'edizione dei Giochi del Mediterraneo (1963) e dei Giochi mondiali universitari (2019).

## Storia

### Progettazione e inaugurazione
Dopo il bombardamento dello stadio Partenopeo, avvenuto nel 1942 durante la seconda guerra mondiale, la locale squadra di calcio del Napoli si trasferì allo stadio del Vomero. La ridotta capienza dell'impianto rese necessaria la realizzazione di una nuova struttura, capace di ospitare le decine di migliaia di tifosi che affollavano gli spalti ben oltre la capienza omologata, causando spesso problemi di ordine pubblico.
L'amministrazione comunale scelse Fuorigrotta, un quartiere caratterizzato in quegli anni da un forte processo di urbanizzazione, come sede del nuovo impianto. La progettazione fu affidata all'architetto Carlo Cocchia che, avvalendosi della collaborazione di professionisti come Gerardo Mazziotti, realizzò un primo prospetto basato sul concetto di uno stadio con un solo anello. Le successive modifiche portarono a un progetto basato su due anelli distinti, con l'inferiore posto al di sotto della sede stradale. La posa della prima pietra avvenne il 27 aprile 1952, con una cerimonia che vide la presenza del sindaco di Napoli Domenico Moscati e del presidente del Consiglio Alcide De Gasperi. La presentazione del plastico avvenne due anni più tardi, nel settembre 1954, alla presenza del nuovo sindaco nonché presidente del Napoli, Achille Lauro, e del nuovo presidente del Consiglio, Mario Scelba. I lavori di costruzione durarono poco più di sette anni e furono gestiti dal Genio civile con alcune modifiche in corso d'opera rispetto al progetto originale.
Lo stadio fu consegnato al Comune il 2 dicembre 1959; come primo direttore dell'impianto fu designato Attila Sallustro, indimenticato attaccante della squadra partenopea nel periodo interbellico. La struttura fu inaugurata ufficialmente quattro giorni dopo, con la gara di campionato fra Napoli e Juventus, terminata 2-1 per gli azzurri: la capienza al momento dell'inaugurazione era di 90 000 spettatori in piedi. Lo stadio era strutturato su due anelli con spalti in travertino affacciati sul campo da gioco e sulla pista di atletica, a sei corsie in tennisolite. Denominato stadio Partenopeo in fase progettuale e stadio dei Centomila durante l'edificazione, fu ribattezzato stadio del Sole al momento dell'inaugurazione, fino all'imposizione del toponimo stadio San Paolo nel 1963 per celebrare la tradizione secondo la quale Paolo di Tarso avrebbe raggiunto l'Italia attraccando nella zona dell'attuale Fuorigrotta. In quello stesso anno l'impianto ospitò le cerimonie di apertura e di chiusura, oltreché le gare di atletica e la finale del torneo di calcio, della quarta edizione dei Giochi del Mediterraneo.

### Il riammodernamento del 1980 e la ristrutturazione per Italia '90

Panoramica aerea del San Paolo gremito nel corso degli anni 1980

In occasione del campionato d'Europa 1980 l'impianto fu ammodernato, al costo di un miliardo di lire, con il potenziamento dell'impianto di illuminazione – mal funzionante fin dall'inaugurazione –, l'edificazione di un fabbricato a due piani in corrispondenza della tribuna numerata (oggi tribuna Posillipo) e l'installazione nell'intersezione dei settori Distinti e Curva A di un tabellone luminoso dotato di orologio.
Nel 1985 il Napoli, complice l'aumento esponenziale della domanda di biglietti dovuta alla presenza in squadra di Maradona, tentò senza successo di ottenere l'autorizzazione amministrativa per realizzare un anello sopraelevato che avrebbe portato la capienza dello stadio a 100 000 spettatori.
Durante l'anno precedente, il 1984, la FIFA aveva assegnato all'Italia l'organizzazione del campionato del mondo 1990. Nonostante l'intenzione iniziale del presidente del Napoli Corrado Ferlaino di realizzare uno stadio privato da 150 000 posti a Casoria da proporre per la finale della manifestazione e i problemi strutturali del San Paolo, si decise di indicare l'impianto come sede degli incontri assegnati alla città di Napoli.

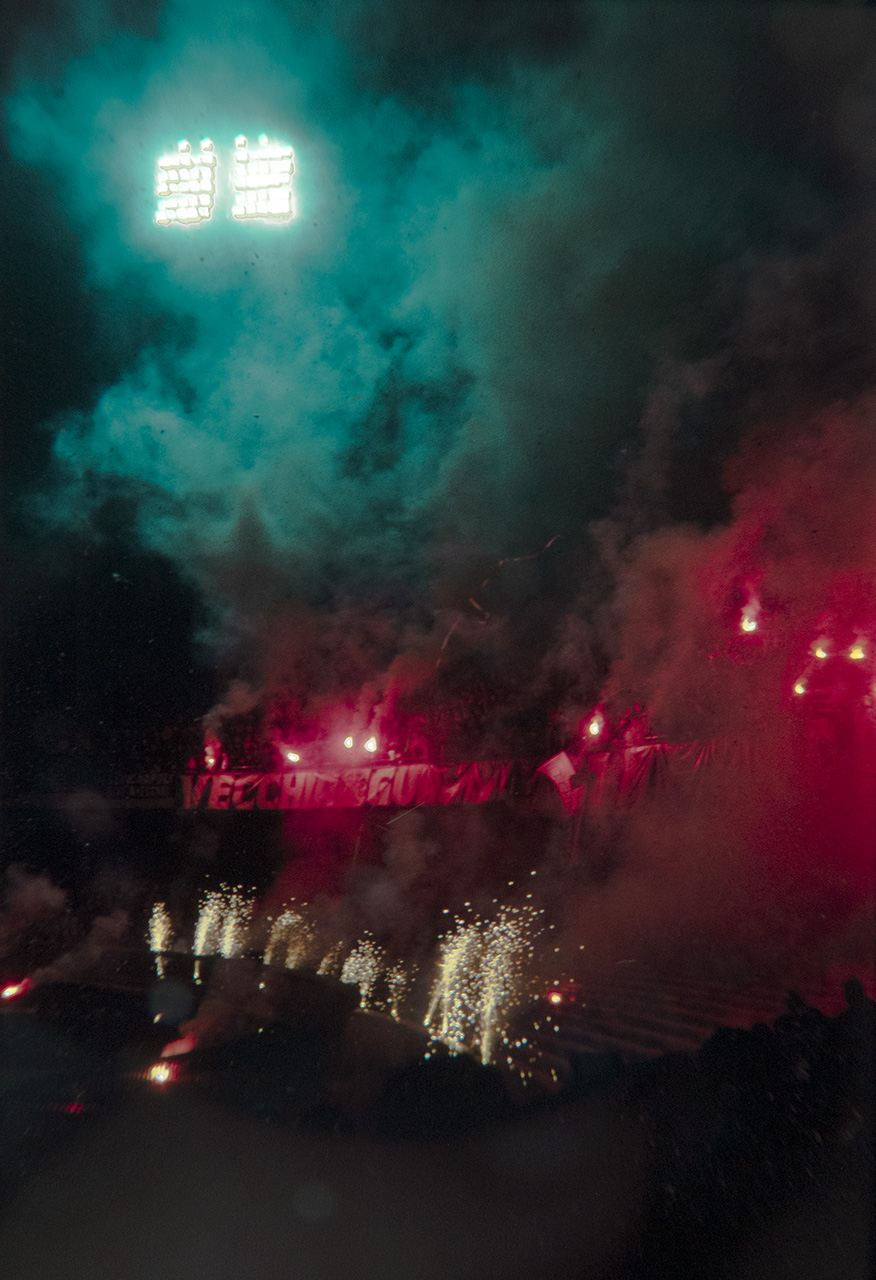
Particolare della curva A in occasione della partita di Coppa Italia Napoli-Brescia del 25 febbraio 1987

A fronte dell'approssimarsi dei mondiali lo stadio fu interessato da una profonda ristrutturazione. Nel progetto del 1988, gli architetti Fabrizio Cocchia e Giuseppe Squillante immaginavano una copertura leggera sostenuta da pochi montanti metallici (circa 2 milioni kg di ferro). Durante gli appalti, però, il peso del ferro, incentivato dal costo al chilo previsto nel bando, salì a 8,5 milioni kg, stravolgendo l’idea originaria che fu modificata dall'ingegner Luigi Corradi. I lavori iniziarono nel 1988 e si conclusero nel maggio 1990. Durante la messa in opera, in occasione delle esultanze dei tifosi, furono avvertite, negli edifici circostanti, delle scosse simili a quelle generate dai terremoti. Gli interventi compresero la costruzione della copertura e della nuova tribuna stampa su progetto strutturale di Corradi, l'installazione di due ascensori di collegamento con la tribuna stampa, la realizzazione una struttura sopraelevata rispetto alla tribuna denominata Dirigibile e destinata a ospitare telecronisti e regie televisive, la ristrutturazione dell'edificio adiacente alla tribuna, l'installazione dei seggiolini in tutti i settori dello stadio, l'ammodernamento della pista di atletica e dell'impianto di illuminazione, l'installazione di due display fissati alla balaustra in luogo del tabellone luminoso, il rifacimento degli ingressi, la costruzione di un parcheggio multipiano sotterraneo e l'adeguamento alle norme di sicurezza richieste dalla FIFA.

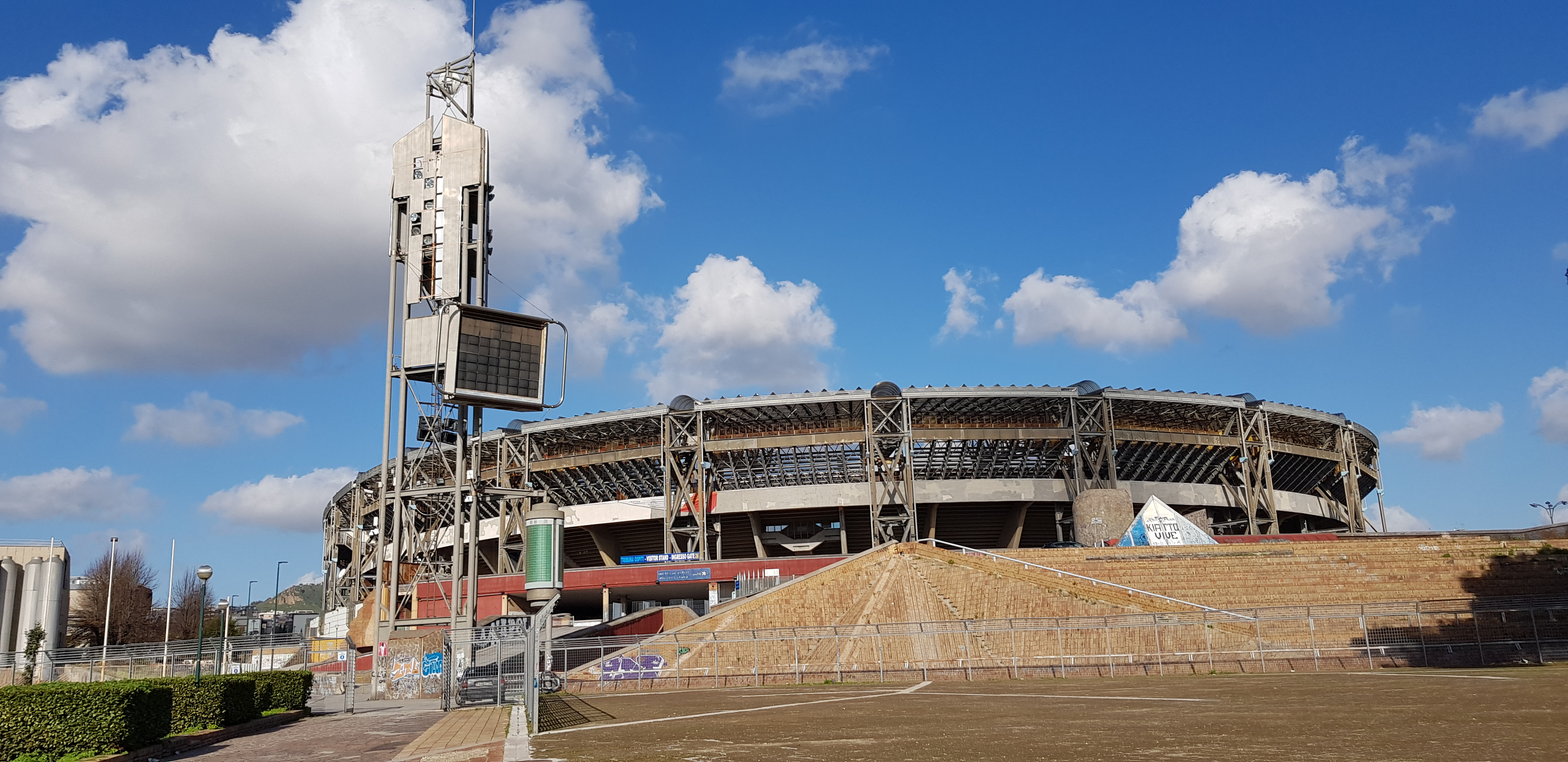
Panoramica esterna dell'impianto con, in primo piano, la Torre dell'Informazione, costruita in occasione del e divenuta – insieme alle altre due torri del tempo e dei fluidi e della Memoria – tra i moderni simboli di Piazzale Vincenzo Tecchio

I lavori per i mondiali furono completati solo nell'anno successivo la manifestazione, il 1991, causando dei malumori nella dirigenza del Napoli, che affrontò gli incontri interni di Coppa dei Campioni in uno stadio dalla capienza ridotta. Gli interventi postumi furono la realizzazione del terzo anello, direttamente collegato alla struttura di sostegno della copertura, che portò la capienza dello stadio a 72 810 posti a sedere, l'installazione dei divisori di settore e la sistemazione delle scale di smistamento nelle curve.

### 1990-2010: il decadimento strutturale

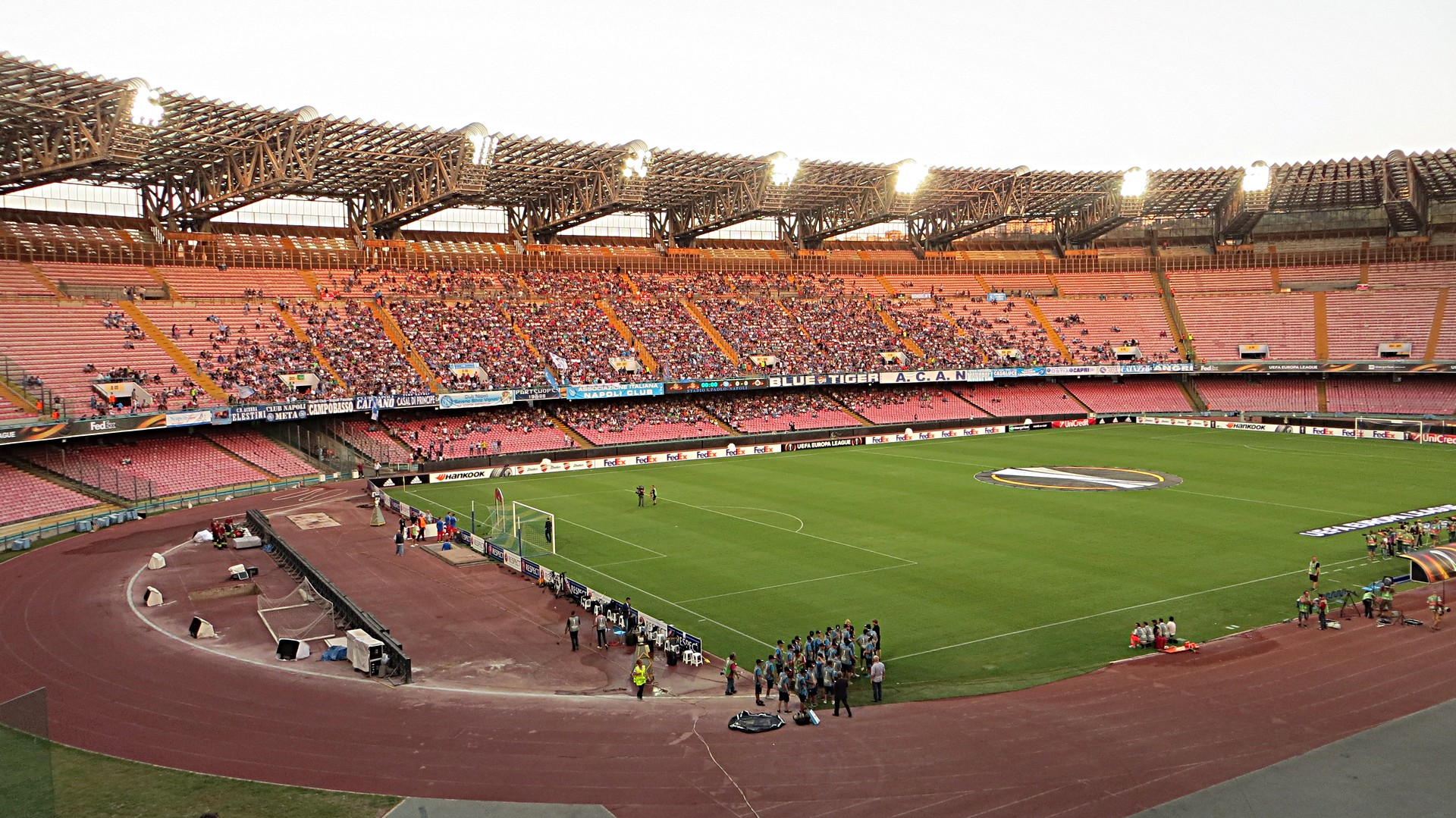
Panoramica interna dello stadio nel 2015, precedente la ristilizzazione per la XXX Universiade; spalti e pista di atletica versavano in condizioni di graduale degrado

Nonostante la ristrutturazione lo stadio iniziò a presentare problemi strutturali già nel 1995, quando la Commissione di Vigilanza revocò temporaneamente l'agibilità prescrivendo alcuni interventi di risanamento; i display, nel frattempo, erano guasti già dalla metà della stagione calcistica 1993-94.
L'agibilità fu revocata nuovamente nel settembre 2001 dopo un nubifragio. Tra le strutture più colpite ci fu proprio lo stadio; il Napoli fu costretto a giocare gli incontri casalinghi prima a Cava de' Tirreni allo stadio Simonetta Lamberti e poi allo stadio Santa Colomba di Benevento, tornando al San Paolo solo nel gennaio 2002 in occasione del derby regionale con la Salernitana, dopo ingenti lavori di riqualificazione resi possibili dallo stato di calamità deciso dal governo. Il problema, mai del tutto risolto, era legato all'insufficienza del collettore fognario Arena Sant'Antonio e a una criticità di carattere strutturale: nello stadio, situato nel punto più basso di Fuorigrotta, confluiscono tutte le acque che provengono dalla zona collinare di Monte Sant'Angelo. In quegli anni si procedette anche alla chiusura del terzo anello, in quanto le esultanze degli spettatori provocavano vibrazioni che, attraverso i piloni di sostegno della copertura, si diramavano nel terreno propagandosi ai fabbricati adiacenti. Con la chiusura del terzo anello la capienza omologata dello stadio fu ridotta a 60 240 posti a sedere.
Nel luglio 2008, in seguito al ritorno del Napoli nelle competizioni europee, furono apportate ulteriori migliorie: l'inserimento di serpentine all'esterno dello stadio, nuove indicazioni in italiano e in inglese in corrispondenza delle entrate principali, l'ampliamento della sala stampa e lavori di manutenzione alla copertura. Il 6 dicembre 2009, in occasione del 50º anniversario dell'inaugurazione dell'impianto, il presidente del Napoli, Aurelio De Laurentiis, prima dell'inizio della gara interna contro il Bari consegnò una maglia azzurra con il numero "50" a tre protagonisti della sfida inaugurale contro la Juventus, ovvero Luís Vinício, Elia Greco e Dolo Mistone.

### 2010-2019: gli interventi richiesti dalla UEFA e ilrestylingper le Universiadi

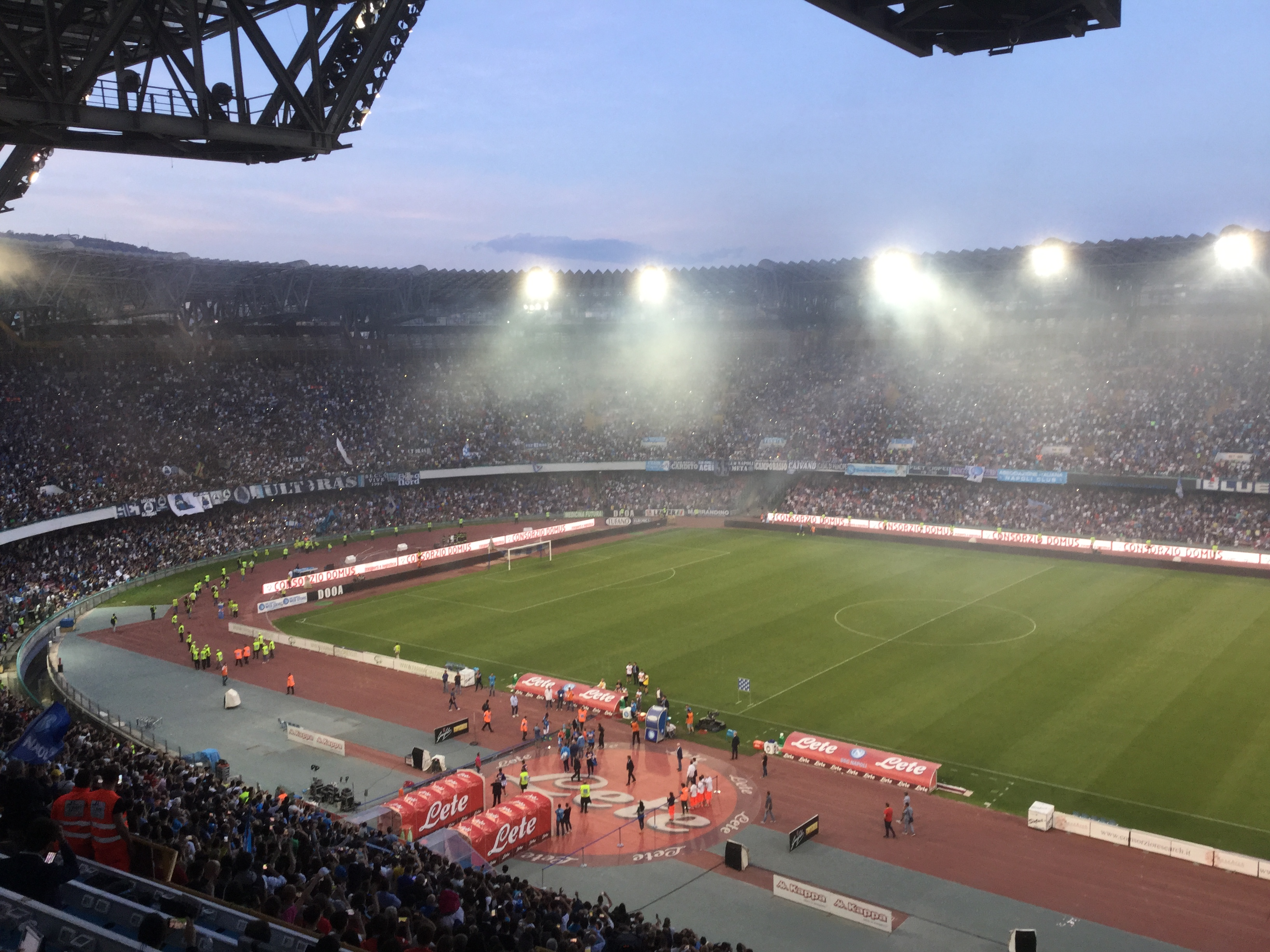
Lo stadio gremito in occasione dell'ultima partita in casa del Napoli nel campionato di Serie A 2017-2018

Nel corso dell'estate 2010 il Napoli e il Comune procedettero a una prima opera di restyling che vide il rifacimento del manto erboso, del sistema di irrigazione, di drenaggio e di deflusso delle acque piovane e la riqualificazione di alcuni settori dello stadio. Dopodiché si procedette con il restyling della Tribuna Autorità, l'installazione delle nuove panchine e il rifacimento degli spogliatoi; il progetto di questi ultimi venne affidato da De Laurentiis allo scenografo cinematografico Tonino Zera, con l'obiettivo di celebrare l'identità della società azzurra. Nell'estate 2011 lo stadio fu ulteriormente adeguato alle norme richieste dalla UEFA per la partecipazione alle coppe europee attraverso la rimozione della rete di protezione del settore ospiti e l'ammodernamento di sala e tribuna stampa.

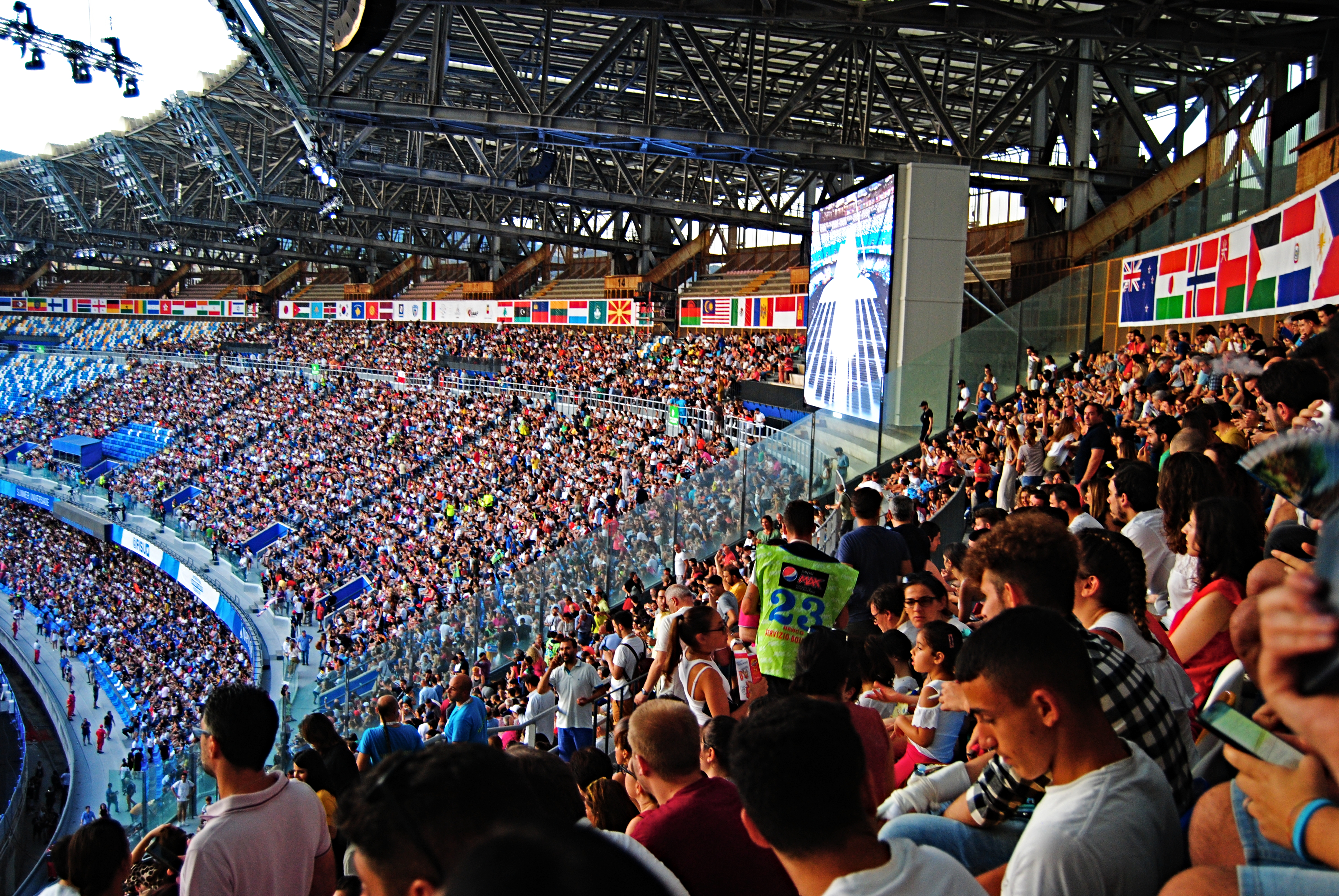
Uno dei due maxischermi installati in occasione del restyling del 2019

Nel novembre 2012 il Napoli installò due schermi LED di 16 metri ognuno, in sostituzione dei due display non funzionanti. Nell'estate 2013, su richiesta della UEFA, si provvide al rifacimento dei servizi igienici e del manto erboso e al potenziamento dell'impianto d'illuminazione. L'8 ottobre 2013 la tribuna stampa dello stadio fu intitolata a Carlo Iuliano, storico capo ufficio stampa della Società Sportiva Calcio Napoli, scomparso quell'anno.
Nel luglio 2015 il Napoli consegnò in Comune un progetto di ristrutturazione redatto dall'architetto Gino Zavanella, già autore di restyling o progetti ex novo di vari stadi italiani. Questo prevedeva l'eliminazione della pista di atletica, la schermatura dell'anello inferiore in corrispondenza delle due curve e la realizzazione di una nuova gradinata, che avrebbe avvicinato i Distinti superiori al campo da gioco, oltreché l'installazione di alcuni skybox sull'area della pista prospiciente le tribune; erano previsti, inoltre, la realizzazione di nuovi volumi in corrispondenza delle aree esterne dello stadio più l'allungamento della copertura. La proposta fu bocciata dall'amministrazione comunale.

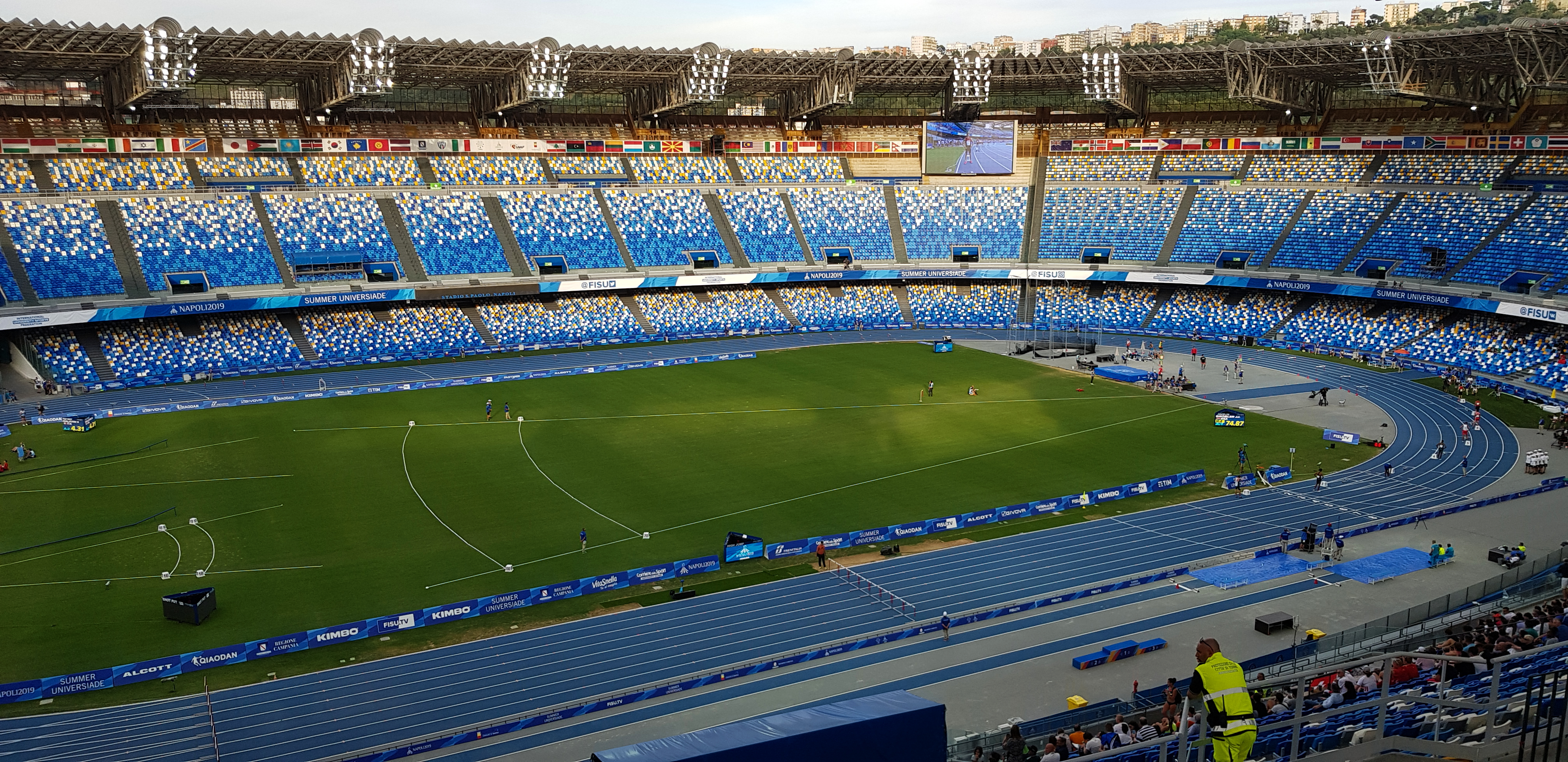
L'aspetto dello stadio in seguito alla sostituzione dei seggiolini in occasione del restyling del 2019

Dopo l'assegnazione alla città di Napoli dell'organizzazione della XXX Universiade, nell'estate del 2019 il San Paolo fu oggetto di un massiccio restyling in tutti i settori, con la sostituzione dei seggiolini, il rifacimento della pista di atletica, l'installazione di due maxischermi all'altezza della tribuna laterale e dei Distinti, oltreché l'ammodernamento degli spogliatoi, degli impianti audio e d'illuminazione. Fu completata anche la ristrutturazione dei nuovi servizi igienici della Tribuna Posillipo e dei Distinti, dopo quelli già realizzati nei settori A ed E; i restanti interventi continuarono compatibilmente con il calendario delle partite. La maggiore distanza tra le sedute e la diversa grandezza dei seggiolini rispetto a quelli installati nel 1990, oltre agli spazi ricavati per l'installazione dei maxischermi, ridussero la capienza a 54732 posti a sedere. Nel mese di luglio l'impianto ospitò le cerimonie di apertura e di chiusura della manifestazione, oltreché le gare di atletica leggera.

### 2020-oggi: intitolazione a Diego Armando Maradona
Il 26 novembre 2020, all'indomani della scomparsa di Diego Armando Maradona, il sindaco Luigi De Magistris annunciò di aver intrapreso l'iter per intitolare l'impianto all'ex capitano del Napoli. Otto giorni dopo, il 4 dicembre, sopraggiunse l'approvazione della Giunta comunale che deliberò il cambio di denominazione. Il giorno seguente il prefetto di Napoli diede seguito alla richiesta pervenuta dal Comune, autorizzando l'imposizione del nuovo nome stadio Diego Armando Maradona all'impianto.
Nel mese di dicembre fu eseguito l'intervento di riposizionamento di 1.400 seggiolini nel settore Distinti, al fine di creare in maiuscolo la parola "Napoli". Quindi nel maggio 2021 la Giunta comunale approvò il progetto esecutivo del terzo lotto di lavori di ristrutturazione e adeguamento funzionale dello stadio, che comprendeva verifiche sulla carpenteria metallica e manutenzione della copertura, per un importo di 1,24 milioni di euro finanziato dalla Regione..
25 novembre 2021, a un anno esatto dalla scomparsa di Maradona, fu esposta nel piazzale antistante gli ingressi del settore Distinti una scultura in bronzo raffigurante il calciatore argentino: l'opera, realizzata da Domenico Sepe, rimase esposta fino alle ore 22:00 prima di fare rientro nella bottega dello scultore. Tre giorni dopo, in occasione della partita di campionato tra Napoli e Lazio, fu scoperta una seconda statua raffigurante Maradona, realizzata dalla Fonderia Nolana: l'opera è stata collocata, in maniera definitiva, nel corridoio che collega gli spogliatoi al campo da gioco.
A marzo 2023, il Napoli ha avviato nuovi interventi di ammodernamento dello stadio; questi includono la Sala Autorità e l'ingresso Tribuna Autorità, che sono stati riprogettati dall'artista napoletano Giuseppe Klain. Inoltre Il Comune di Napoli ha ricavato 120 nuovi posti per persone con disabilità nei Distinti del Maradona, dopo la costruzione di servizi igienici dedicati. Gli interventi si inseriscono in un più ampio programma volto ad adeguare l'impianto agli standard richiesti per eventi internazionali.

## Capienza
La capienza attuale dello stadio Maradona è di 54 732 posti, tutti a sedere, suddivisi come segue:

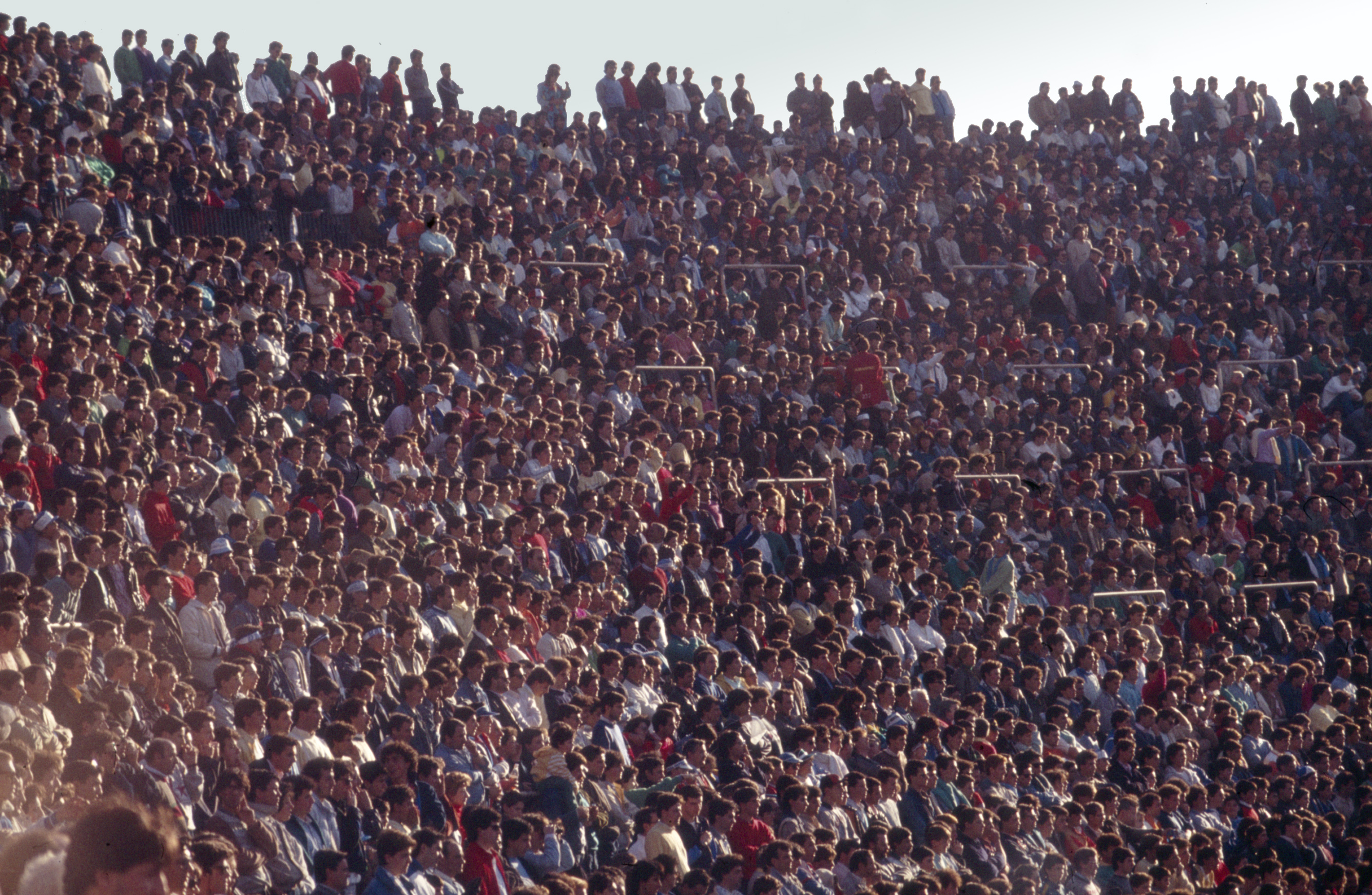
Gli spalti dello stadio durante un'amichevole tra il Napoli e la nazionale argentina nel 1986

|                              | Settore                      | Posti a sedere | Note                                                                                       |
| ---------------------------- | ---------------------------- | -------------- | ------------------------------------------------------------------------------------------ |
| Anello inferiore             | Tribuna Centrale Autorità    | 1 056          |                                                                                            |
| Anello inferiore             | Tribuna Centrale Inferiore   | 1 404          |                                                                                            |
| Anello inferiore             | Tribuna Family               | 944            | Include 44 postazioni riservate a persone con disabilità e altrettante agli accompagnatori |
| Anello inferiore             | Tribuna Ospiti               | 1 029          | Include 44 postazioni riservate a persone con disabilità e altrettante agli accompagnatori |
| Anello inferiore             | Distinti                     | 6 384          |                                                                                            |
| Anello inferiore             | Curva A                      | 4 623          | Include 28 postazioni riservate a persone con disabilità e altrettante agli accompagnatori |
| Anello inferiore             | Curva B                      | 5 015          | Include 28 postazioni riservate a persone con disabilità e altrettante agli accompagnatori |
| Totale dell'anello inferiore | Totale dell'anello inferiore | 20 455         |                                                                                            |
| Anello superiore             | Tribuna Posillipo            | 4 581          | Include 237 postazioni destinate alla tribuna stampa "Carlo Iuliano"                       |
| Anello superiore             | Tribuna Nisida               | 2 105          |                                                                                            |
| Anello superiore             | Tribuna Ospiti               | 2 482          |                                                                                            |
| Anello superiore             | Distinti                     | 9 575          |                                                                                            |
| Anello superiore             | Curva A                      | 7 484          |                                                                                            |
| Anello superiore             | Curva B                      | 8 044          |                                                                                            |
| Totale dell'anello superiore | Totale dell'anello superiore | 34 271         |                                                                                            |

## Affluenza media
La sottostante tabella riporta l'affluenza media di campionato del Napoli a partire dalla stagione 1959-60.
| Stagione | Affluenza |
| -------- | --------- |
| 1959-60  | 38241     |
| 1960-61  | 44110     |
| 1961–62  | n/a       |
| 1962–63  | 38039     |
| 1963–64  | 31178     |
| 1964–65  | 44255     |
| 1965–66  | 67977     |
| 1966–67  | 75797     |
| 1967–68  | 66541     |
| 1968–69  | 67079     |
| 1969–70  | 55025     |
| 1970–71  | 52399     |
| 1971–72  | 53923     |
| 1972–73  | 53202     |
| 1973–74  | 62665     |
| 1974–75  | 67678     |
| 1975–76  | 75268     |

| Stagione | Affluenza |
| -------- | --------- |
| 1976–77  | 71182     |
| 1977–78  | 61612     |
| 1978–79  | 59359     |
| 1979–80  | 55535     |
| 1980–81  | 56807     |
| 1981–82  | 58267     |
| 1982–83  | 58744     |
| 1983–84  | 55590     |
| 1984–85  | 77597     |
| 1985–86  | 71454     |
| 1986–87  | 72714     |
| 1987–88  | 73738     |
| 1988–89  | 61793     |
| 1989–90  | 58264     |
| 1990–91  | 52657     |
| 1991–92  | 48192     |
| 1992–93  | 58599     |

| Stagione  | Affluenza |
| --------- | --------- |
| 1993–94   | 39594     |
| 1994–95   | 37579     |
| 1995–96   | 40450     |
| 1996–97   | 45253     |
| 1997–98   | 37600     |
| 1998–99   | 26149     |
| 1999–2000 | 32835     |
| 2000–01   | 38890     |
| 2001–02   | 17386     |
| 2002–03   | 28599     |
| 2003–04   | 18660     |
| 2004–05   | 37080     |
| 2005–06   | 23728     |
| 2006–07   | 35176     |
| 2007–08   | 43046     |
| 2008–09   | 39851     |
| 2009–10   | 40797     |

| Stagione | Affluenza |   |
| -------- | --------- | - |
| 2010–11  | 45608     |   |
| 2011–12  | 39808     |   |
| 2012–13  | 39636     |   |
| 2013–14  | 49632     |   |
| 2014–15  | 37266     |   |
| 2015–16  | 38760     |   |
| 2016–17  | 36601     |   |
| 2017–18  | 43050     |   |
| 2018–19  | 29003     |   |
| 2019–20  | 31408     |   |
| 2020–21  | 0         | 0 |
| 2021–22  | 26894     |   |
| 2022–23  | 45617     |   |
| 2023–24  | 46814     |   |
| 2024–25  | 50989     |   |

## Criticità
Lo stadio è caratterizzato da diverse criticità che, a più riprese, hanno provocato polemiche tra la società calcistica e il Comune. Gli onerosi costi di gestione hanno determinato una manutenzione insufficiente, a sua volta causa del deterioramento strutturale di alcune aree dell'impianto. La copertura, incapace di offrire riparo alla totalità degli spalti, è sorretta da una pesante struttura che ha provocato diverse polemiche per la sua antiesteticità e scarsa funzionalità; Aurelio De Laurentiis, presidente del Napoli dal 2004, ne ha più volte auspicato la rimozione in favore di una nuova più moderna e funzionale. La realizzazione della copertura ridusse sensibilmente l’ingresso di aria e luce sul terreno di gioco; a ciò si aggiunsero le criticità emerse con il terzo anello, presto chiuso al pubblico per problemi di stabilità e vibrazioni che dai piloni della copertura si trasmettevano alle abitazioni circostanti.
La copertura non è l'unica delle criticità determinate dalla ristrutturazione di Italia '90, causa pochi anni dopo di un lungo strascico giudiziario nell'ambito di Tangentopoli. Il parcheggio multipiano realizzato al di sotto del piano ipogeo e accessibile dal sottopasso di via Claudio non è mai entrato in funzione e risulta attualmente inservibile a causa delle sopravvenute modifiche normative che prescrivono misure diverse per le aree di accesso e di sosta. La scarsità di parcheggi autorizzati nelle immediate vicinanze dello stadio alimenta il fenomeno della sosta selvaggia, gestita da parcheggiatori abusivi. In passato il parcheggio interrato ha subìto infiltrazioni d'acqua ed è gradualmente caduto nel degrado, venendo occasionalmente usato per rituali satanici, rave, attività sessuali e consumo di droga.
Altri dubbi sono legati alla presenza della pista di atletica, quasi mai protagonista degli eventi sportivi ospitati allo stadio, che pone gli spalti a distanza dal terreno di gioco, con una visuale peggiore rispetto agli impianti con le tribune a ridosso del campo; in particolar modo l'anello inferiore, in alcuni punti, offre una pessima visuale anche a causa della presenza dei rotor pubblicitari a bordocampo.

## Incontri calcistici di rilievo

L'allora San Paolo gremito il 10 maggio 1987, giorno del primo scudetto del

### Incontri del Napoli
Lo stadio ospita regolarmente le gare del Napoli. In occasione di Napoli-Juventus del campionato italiano di Serie A 1974-1975, disputatasi il 15 dicembre 1974, gli spettatori furono 90 736 (53 311 abbonati più 37 425 biglietti venduti); la partita fu interrotta a pochi minuti dal termine per motivi di ordine pubblico, sul parziale di 6-2 per gli ospiti, con risultato sul campo poi omologato: si tratta verosimilmente dell'incontro di calcio con il maggior numero di spettatori nella storia della Serie A..

### Incontri della nazionale italiana
Il Maradona ha ospitato 24 incontri della nazionale calcistica italiana. La prima partita degli azzurri fu una gara di Coppa Internazionale contro la Svizzera, giocata il 6 gennaio 1960 e vinta dai padroni di casa per 3-0.
Lo stadio è stato sede di tre incontri dell'Italia nelle maggiori competizioni internazionali. È stato sede della semifinale del campionato d'Europa 1968 tra l'Italia e l'Unione Sovietica, il 5 giugno, conclusasi 0-0 dopo i supplementari e vinta dalla squadra di casa per sorteggio. Fu sede della finale per il terzo posto del campionato d'Europa 1980, il 21 giugno, persa dalla nazionale ai rigori contro la Cecoslovacchia con il risultato di 9-8. È stato infine teatro della sconfitta dell'Italia per 4-3 ai rigori contro l'Argentina nella semifinale del campionato del mondo 1990, il 3 luglio.
In un'occasione il Maradona ha ospitato la gara interna dell'Italia valevole per lo spareggio di qualificazione ai mondiali: è accaduto il 15 novembre 1997 quando, nel ritorno dei play-off per l'accesso al campionato del mondo 1998, la nazionale si impose per 1-0 sulla Russia guadagnando, stante l'1-1 dell'andata a Mosca, il pass per la fase finale del torneo in Francia.
Il 22 novembre 1969, in occasione della partita contro la Germania Est per la qualificazione al campionato del mondo 1970 e vinta dagli azzurri per 3-0, fu fissato il record di affluenza, tuttora imbattuto, per una gara casalinga della nazionale con 91 000 spettatori.

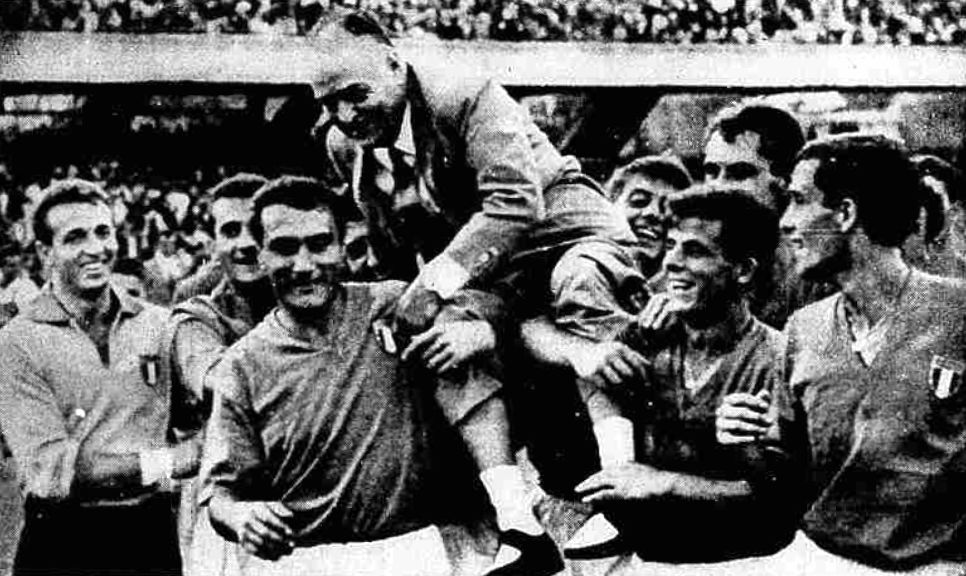
Il commissario tecnico Galluzzi portato in trionfo dopo la vittoria italiana nella finale del torneo di calcio dei Giochi del Mediterraneo 1963
Il cecoslovacco Jurkemik e l'italiano Causio nella finale per il 3º posto del campionato d'Europa 1980
L'Italia schierata prima della semifinale del campionato del mondo 1990 contro l'Argentina
L'Italia che sconfisse la Russia nella gara di ritorno dello spareggio per l'accesso al campionato del mondo 1998

### Incontri dei campionati internazionali per nazionali
Torneo olimpico di Roma 1960
| Arbitro: | Helge |

|                                          |           |                 |
| Rivera 10’, 33’ Fanello 49’ Tomeazzi 67’ | Marcatori | 29’ Mok Chun Wa |

| Arbitro: | Bonetto |

|                                                      |           |                  |
| Albert 17’, 87’ Rákosi 27’ Göröcs 33’ Dunai 46’, 63’ | Marcatori | 25’, 79’ Ramírez |

| Arbitro: | Garan |

|                       |           |  |
| Oleniak 38’ Pérez 55’ | Marcatori |  |

| Arbitro: | Kandlbinder |

|               |           |            |
| Tumburus 109’ | Marcatori | 107’ Galić |

*  Jugoslavia qualificata per sorteggio
Campionato d'Europa 1968
| Napoli 5 giugno 1968, ore 18:00 UTC+2 Campionato europeo 1968, semifinale | Italia      | 0 – 0* (d.t.s.) referto | Unione Sovietica | Stadio San Paolo (68582 spett.)\| Arbitro: \| Tschenscher \| |
| Arbitro:                                                                  | Tschenscher |                         |                  |                                                              |

*  Italia qualificata per sorteggio
Campionato d'Europa 1980
| Arbitro: | Prokop |

|                 |           |  |
| Kist 65’ (rig.) | Marcatori |  |

| Arbitro: | Wurtz |

|                         |           |                                      |
| K. Allofs 20’, 60’, 65’ | Marcatori | 79’ (rig.) Rep 85’ W. van de Kerkhof |

| Arbitro: | Linemayr |

|                 |           |                           |
| Dani 48’ (rig.) | Marcatori | 19’ Brooking 61’ Woodcock |

| Arbitro: | Linemayr |

|                                                                               |                      |                                                                 |
| Graziani 73’                                                                  | Marcatori            | 54’ Jurkemik                                                    |
| Causio Altobelli G. Baresi Cabrini Benetti Graziani Scirea Tardelli Collovati | Tiri di rigore 8 – 9 | Masný Nehoda Ondruš Jurkemik Panenka Gögh Gajdůšek Kozák Barmoš |

Campionato del mondo 1990
| Arbitro: | Fredriksson |

|                            |           |  |
| Troglio 27’ Burruchaga 79’ | Marcatori |  |

| Arbitro: | Silva Valente |

|            |           |            |
| Monzón 63’ | Marcatori | 68’ Balint |

| Arbitro: | Lanese |

|                 |           |            |
| Milla 106’ 108’ | Marcatori | 115’ Redín |

| Arbitro: | Codesal |

|                            |           |                                          |
| Kundé 61’ (rig.) Ekéké 65’ | Marcatori | 25’ Platt 83’ (rig.) 105’ (rig.) Lineker |

| Arbitro: | Vautrot |

|                                              |                      |                                              |
| Caniggia 67’                                 | Marcatori            | 17’ Schillaci                                |
| Serrizuela Burruchaga Olarticoechea Maradona | Tiri di rigore 4 – 3 | F. Baresi Baggio De Agostini Donadoni Serena |

### Finali di competizioni confederali per club
| Arbitro: | Germanokos |

|                                |           |             |
| Maradona 60’ (rig.) Careca 88’ | Marcatori | 17’ Gaudino |

## Attività extracalcistiche

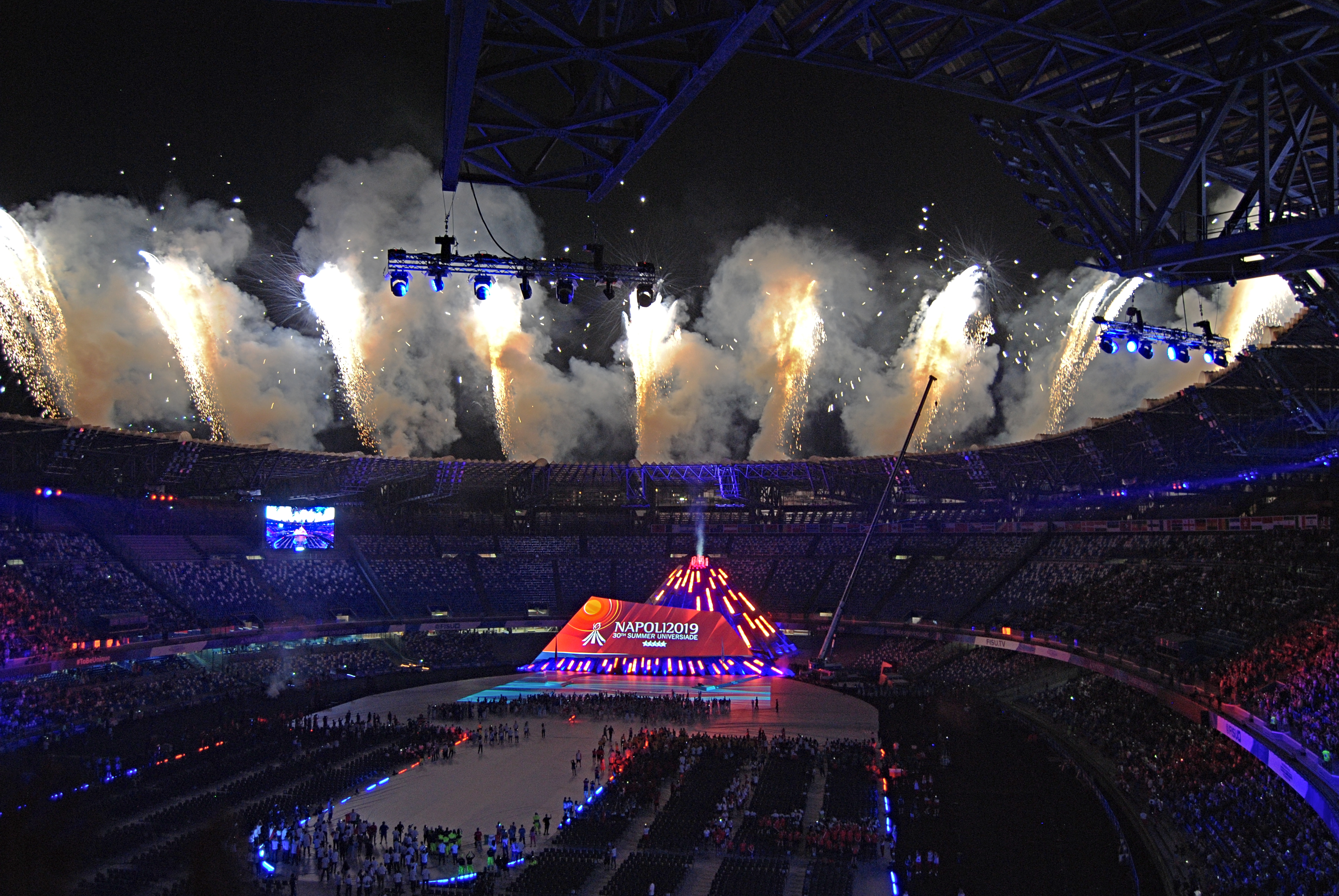
Lo stadio in occasione della cerimonia di apertura della XXX Universiade, 3 luglio 2019

### Altri sport
In ambito sportivo, Ia struttura ha ospitato meeting e competizioni ufficiali di atletica leggera, tra cui gli Assoluti nel 1962 e nel 1994, le gare dei IV Giochi del Mediterraneo nell'autunno 1963 e della XXX Universiade nell'estate 2019.
Il 4 ottobre 1969 lo stadio è stato teatro dell'incontro di pugilato valido per la contesa delle corone mondiali WBA e WBC dei pesi medi tra Nino Benvenuti e Fraser Scott, vinto dall'italiano per squalifica dell'avversario. Nel 2006 ha ospitato la "Champions Motor Race", rassegna motoristica con protagonisti piloti di Formula 1, WRC e MotoGP, tenutasi su di un circuito allestito per l'occasione all'interno dell'ovale.

### Concerti
Lo stadio ha ospitato diversi concerti di artisti musicali, tra cui Rolling Stones, U2, Frank Zappa, Peter Tosh, Coldplay, Jovanotti, Lucio Dalla, Francesco De Gregori, Claudio Baglioni, Vasco Rossi, Tiziano Ferro, Pino Daniele, Edoardo Bennato, Gigi D'Alessio, Ultimo, Franco Ricciardi, Nino D'Angelo, Geolier, Elodie e gli Imagine Dragons.

### Visite pastorali
Il 10 novembre 1990 lo stadio è stato sede dell'incontro con i giovani di Papa Giovanni Paolo II in occasione della visita pastorale in Campania. L'incontro registrò la presenza di circa centomila persone.

## Nella cultura di massa
Lo stadio è apparso in diversi film come Operazione San Gennaro, Luca il contrabbandiere, Mi manda Picone, Quel ragazzo della curva B, L'uomo in più, Santa Maradona, Eccezzziunale veramente - Capitolo secondo... me, Maradona - La mano de Dios, Benvenuti al Nord, La verità sta in cielo.
È inoltre citato nelle canzoni Un solo colore dei Fuossera e Vincere l'odio degli Elio e le Storie Tese, ed è rappresentato nella 50ª puntata della serie animata I ragazzi del Mundial intitolata Tragedia a Napoli. Appare inoltre tra gli stadi giocabili del videogioco del 1997 PC Calcio 6.0.

## Collegamenti

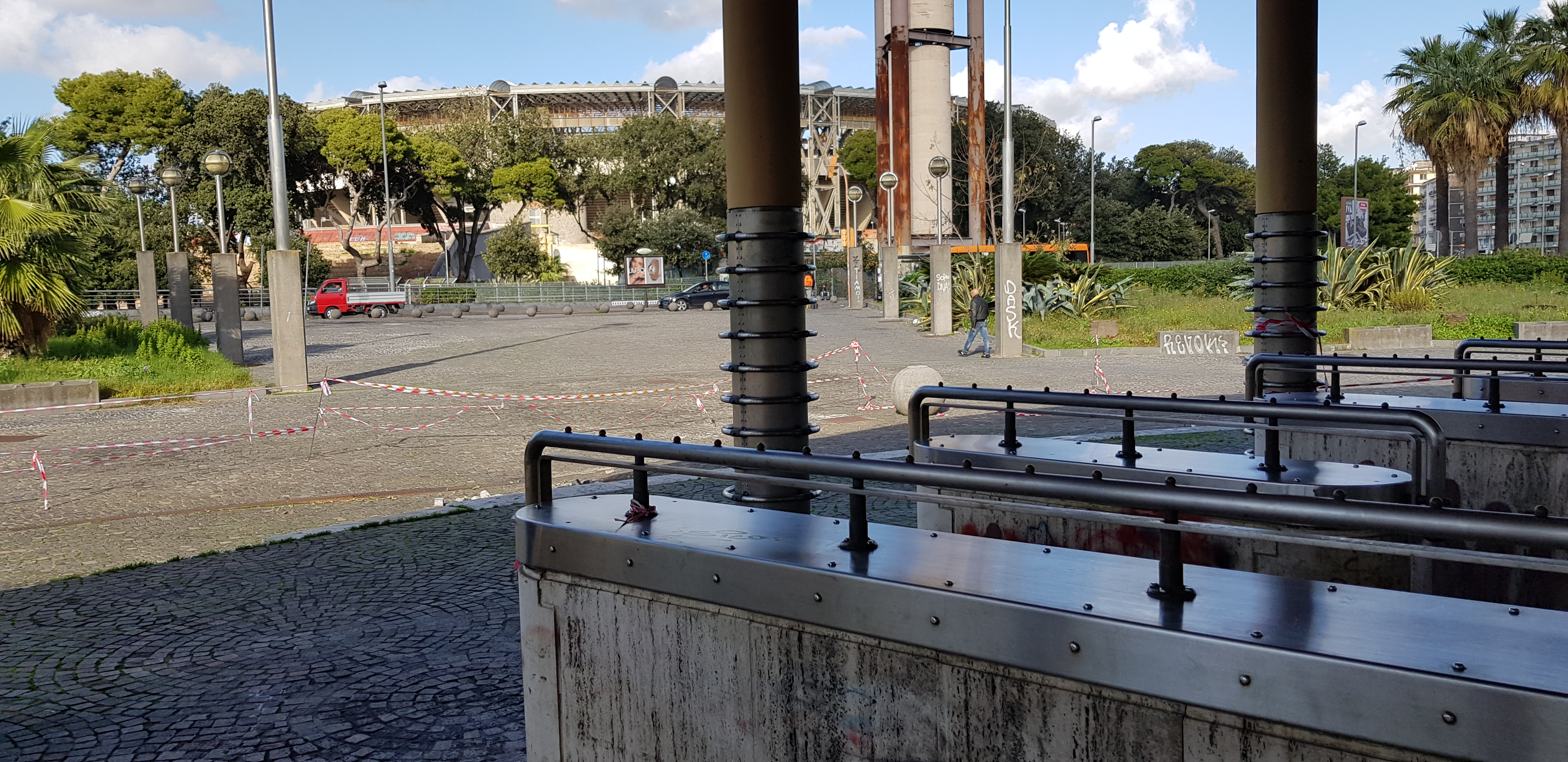
Lo stadio visto dall'ingresso della stazione Mostra della Ferrovia Cumana

Lo stadio è servito dalle seguenti linee di collegamento:
| Gestore    | Servizio                | Linea                   | Fermata                   |
| ---------- | ----------------------- | ----------------------- | ------------------------- |
| ANM        | Metropolitana di Napoli |                         | Mostra                    |
| ANM        | Autobus                 | 151                     | Piazzale Vincenzo Tecchio |
| ANM        | Autobus                 | 180                     | Piazzale Vincenzo Tecchio |
| ANM        | Autobus                 | 181                     | Piazzale Vincenzo Tecchio |
| ANM        | Autobus                 | 502                     | Piazzale Vincenzo Tecchio |
| ANM        | Autobus                 | 618                     | Piazzale Vincenzo Tecchio |
| ANM        | Autobus                 | C1                      | Piazzale Vincenzo Tecchio |
| ANM        | Autobus                 | C3                      | Piazzale Vincenzo Tecchio |
| ANM        | Autobus                 | R6                      | Piazzale Vincenzo Tecchio |
| ANM        | Autobus                 | R7                      | Piazzale Vincenzo Tecchio |
| EAV        | Autobus                 | Napoli-Monte di Procida | Piazzale Vincenzo Tecchio |
| EAV        | Linee Flegree           | Ferrovia Cumana         | Mostra-Stadio Maradona    |
| Trenitalia | Linea 2                 | Linea 2                 | Napoli Campi Flegrei      |